# Caffè shakerato

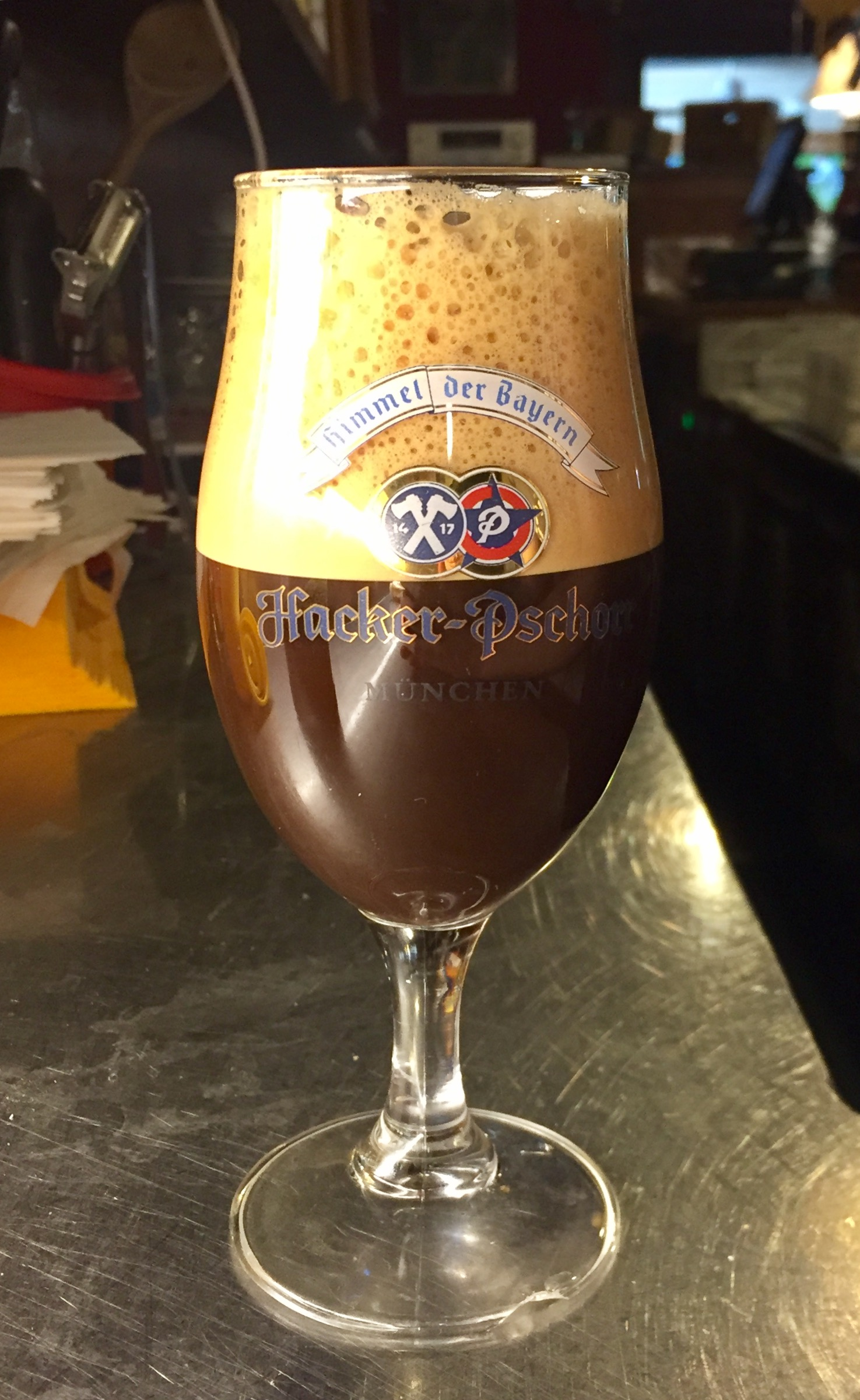

El caffè shakerato («café mezclado»), a veces sólo como shakerato, es una bebida hecha de café preparado con espresso, licor de vainilla y cubos de hielo.

## Preparación
El café shakerato se obtiene agitando (de aquí su nombre, shaker) unos cubitos de hielo, licor de vainilla o Baileys Irish Cream, tres cucharaditas de azúcar y una o más tazas de café espresso (al gusto), posiblemente a temperatura ambiente.

## En la cultura popular
Se habla de café shakerato en varias obras literarias, destacando las novelas Zolle de Marco Drago, el sol negro de Gilles Leroy o Vita Prada. Personajes, historias, detrás de escena de un fenómeno de vestuario de Gian Luigi Parachini.